# Informační věda
Informační věda (anglicky Information science, německy Informationswissenschaft, francouzsky Science de l'information nebo Sciences de l'information et des bibliothèques či Sciences de l'information, documentation, popřípadě Sciences de l’information et de la communication) je v nejširším pojetí chápána jako obecná věda o informaci (fyzikální, biologické, kulturní), v užším významu pak jako věda interdisciplinárního charakteru zabývající se zákonitostmi procesů vzniku, zpracování, měření, kódování, ukládání, transformace, distribuce a recepce informací ve společnosti. Jejím cílem je zabezpečit a racionalizovat sociální informační a komunikační procesy.

## Široké vs. užší pojetí informační vědy
Konkrétní pojetí informační vědy jako vědního a/nebo studijního oboru se v různých zemí i u různých autorů liší. Podle zaměření autorů se klade i různý důraz na různé druhy informací. Obecně je chápáno, že informační věda v nejširším pojetí zahrnuje:
- informaci jako jev a proces probíhající v lidském vědomí
- informaci potenciální, tj. zaznamenanou jakýmkoli znakovým systémem na jakémkoli hmotném[p 1] nosiči
- procesy shromažďování, zpracování, uchovávání a šíření takových informací v informačních systémech[2]

Informační věda v užším pojetí pak zkoumá zejména funkci zprostředkovatelskou. Cílem je zkoumání společenského zprostředkování znakově zaznamenaných znalostí, zkušeností, příběhů a prožitků, a to z uspořádaných sbírek dokumentů a globálně rozptýlených elektronických zdrojů.

## Historie, vývoj a související termíny

### Knihovnictví, knihovní věda a kybernetika
V minulosti lze vysledovat dva hlavní vývojové proudy lidského poznání, z nichž čerpá současná informační věda. První proud má původ v metodikách, technologiích a teoriích vyvěrajících z tisíciletých zkušeností knihoven (a popřípadě dalších informačních institucí a pracovišť). Cílem bylo vytvořit takový fond, v němž by se snadno, rychle, přesně a v úplnosti našlo to, co bude v budoucnosti vyžadovat či potřebovat kterýkoli uživatel takového fondu. Již ve starověku tak stejně jako dnes šlo z hlediska činnosti informačních institucí zejména o to „shromáždit, zpracovat a uložit dosud vytvořené znakově zaznamenané znalosti, zkušenosti, příběhy a prožitky do organizovaných sbírek (fondů) dokumentů a dnes také elektronických zdrojů tak, aby mohly být rychle a spolehlivě zprostředkovány uživatelům“. Z knihovnictví, které je chápáno zejména jako praktická činnost vykonávaná knihovnami a/nebo jako studijní obor, se od 2. poloviny 19. století začal postupně vyvíjet teoretický obor knihovní věda, který zkoumá proces informační komunikace v knihovnách a obvykle se chápe jako součást vědy informační.
Druhým hlavním vývojovým proudem, ze kterého čerpá současná informační věda, je proud matematicko-technický a kybernetický, který, i přes hluboké historické kořeny, prodělal bouřlivý vývoj až po 2. světové válce. Nosnou vědní disciplínou druhého proudu se z hlediska zkoumání informačních a komunikačních jevů a procesů stala kybernetika a matematicko-statistická teorie informace jako její součást.

### Knihověda, bibliografie, dokumentace a informatika
V Evropě se dále vedle knihovní vědy vytvářela i knihověda (též bibliologie), která je chápána jako vědní obor, jehož předmětem je kniha jako taková, včetně jejích vnějších znaků, a knižní kultura. Na přelomu 19. a 20. století se dále, v důsledku rozrůzňování knihy na nejrůznější druhy dokumentů, zformoval i teoreticko-praktický obor dokumentace (jako teorie též jako dokumentalistika), který, oproti původní bibliografii, začal klást důraz na zprostředkování i nekonvenčních (a/nebo neknižních) druhů dokumentů včetně dokumentů analytických. V důsledku vzniku a rozvoje kybernetiky a teorie informace jako její součásti se po 2. světové válce rozvinul i obor počítačové vědy (informatiky), jehož předmětem a východiskem je počítač a jeho technické a programové vybavení, nikoliv informace a psycho-sociální aspekty jejího působení jako takové.

### Zrod informační vědy
Termín dokumentace se po 2. světové válce rozšířil zejména v Evropě, zatímco v USA se začalo čím dál více operovat spíše s termínem informace. Namísto používání termínu kniha nebo dokument se, vlivem „rozpadu“ a přeměny dokumentu do elektronické podoby (či přímo jejich vytváření v elektronické podobě), začalo čím dál více operovat spíše s termínem informační zdroj. Elektronické informační zdroje, původně dostupné pouze lokálně, začaly být postupně dostupné i na dálku, a to nejen v dávkovém, ale později i v online režimu. „Institucionální“ teorie knihovnictví (knihovní věda) a dokumentace, stejně jako informatika zaměřená jednostranně pouze na technické a programové vybavení počítače, aspekty zprostředkovávání a psycho-sociálního zkoumání účinků informací uložených v elektronických informačních zdrojích dostupných na dálku v online režimu nezahrnovaly. Začal se tak postupně rýsovat nový vědní obor integrující dosavadní znalosti o informaci. Samotného termínu informační věda coby pojmenování obecné vědy integrující dosavadní znalosti o informaci bylo prvně použito ve Spojených státech amerických koncem 50. let.

## Informační věda vs. informatika
Vlivem terminologické i různorodosti pojetí informační vědy v Evropě v 2. polovině 20. století, zejména vlivem pojmenování teorie vědeckých informací v Sovětském svazu v 60. letech právě termínem informatika (též vědní informatika), je informační věda s počítačovou vědou (informatikou) dodnes mylně zaměňována či ztotožňována, popřípadě chápána jako její součást. Informační věda je však svébytným interdisciplinárním vědním a studijním oborem, který práce a výsledků informatiky (počítačové vědy) a informačních technologií, zejména za účelem plnění své zprostředkovatelské funkce, pouze využívá, podobně jako ostatní neinformatické společenskovědní, humanitní i přírodovědné obory.

### Související terminologie (informační věda vs. informatika) v dalších jazycích
Informační věda a informatika (počítačová věda) jsou, podobně jako v češtině, terminologicky rozlišovány i v dalších jazycích, a to:
- v angličtině:
  - informační věda jako Information science
  - informatika (počítačová věda) jako Computer science
- v němčině:
  - informační věda jako Informationswissenschaft
  - informatika (počítačová věda) jako Informatik
- ve francouzštině:
  - informační věda jako Science de l'information nebo Sciences de l'information et des bibliothèques či Sciences de l'information, documentation, popřípadě Sciences de l’information et de la communication (tj. vědy o informacích a knihovnách či vědy o informacích a dokumentaci, popřípadě vědy o informacích a komunikaci)
  - informatika (počítačová věda) jako L'informatique
- ve slovenštině:
  - informační věda jako Informačná veda
  - informatika (počítačová věda) jako Informatika nebo Veda o počítačoch
- aj.

## Další související obory a oblasti
Informační věda dále čerpá z metod, technologií, teorií a praxe:
- lingvistiky (selekční jazyky, automatizovaná podpora zpracování přirozeného jazyka aj.)
- sémiotiky (teorie znaku, sémantika, problémy přirozeného jazyka (synonomie, homonymie, polysémie, vágnost apod.) aj.)
- sociologie (sociologické otázky informační / znalostní společnosti aj.)
- psychologie (psychologie čtenáře / uživatele, HCI (Human-Computer Interaction) aj.)
- pedagogiky a andragogiky (bibliopedagogika, výuka informační gramotnosti aj.)
- filozofie a etiky (filozofické aspekty informace a informační / znalostní společnosti, informační etika apod.)
- kognitivních věd (HCI (Human-Computer Interaction) aj.)
- webdesignu (vytváření přívětivých uživatelských rozhraní (user-friendly interface) aj.)
- statistiky (scientometrie, bibliometrie, informetrie, webometrie, měření informační exploze, poločas rozpadu / rychlost stárnutí informace aj.)
- logiky a teorie množin (vyhledávací operátory, reprezentace znalostí, ontologie, fuzzy vyhledávání aj.)
- umělé inteligence (reprezentace znalostí, znalostní / expertní systémy aj.)
- politologie a práva (informační politika, legislativa a politika v oblasti přístupu k informacím, autorského práva, ochrany osobních údajů, internetového a počítačového práva apod.)
- mediálních věd a teorie komunikace (kódování a dekódování informace, informační šumy a bariéry, význam a účinky médií a masmédií apod.)
- ekonomie, managementu a marketingu (ekonomie informací, informační ekonomie, informační management, znalostní management, informační průmysl, marketing informačních produktů a služeb aj.)
- apod.